# Jadeveon Clowney
(en) Statistiques sur pro-football-reference
Jadeveon Clowney, né le 14 février 1993 à Rock Hill en Caroline du Sud, est un sportif professionnel américain de football américain jouant au poste de linebacker dans la National Football League (NFL) depuis la saison 2014 et depuis la saison 2024 pour les Panthers de la Caroline.
Il est sélectionné en premier choix de la draft 2014 de la NFL par la franchise des Texans de Houston, puis passe ensuite chez les Seahawks de Seattle, les Titans du Tennessee, les Browns de Cleveland et les Ravens de Baltimore avant de rejoindre en 2024 les Panthers.
Il est également sélectionné à trois reprises au Pro Bowl.

## Biographie

### Jeunesse
Il étudie au South Pointe High School à dans sa ville natale de Rock Hill. Durant ces années secondaires, de 2008 à 2010, il joue au basket-ball et au football américain. Il joue aux postes de running back et de defensive end. En 2008, il aide son équipe à gagner le titre de la South Carolina 4A Division II en cumulant 17 sacks. En 2009, il réussit un total de 144 plaquages et 23 sacks. Il gagne aussi 21 yards en 5 courses. Cette même année, son équipe perd en demi-finale. En 2010, lors de sa dernière année d'éligibilité avant d'entamer sa carrière universitaire, il cumule 162 plaquages et 29,5 sacks. Il gagne aussi 277 yards et 9 touchdowns en 32 courses. Son équipe perd en finale. Après la saison 2010, plusieurs honneurs lui seront remis. Il est désigné meilleur joueur défensif de l'année par le journal USA Today et Rivals.com, et il est nommé Mr. Football de la Caroline du Sud. De plus, il est considéré comme une possible recrue cinq étoiles et comme le meilleur joueur lycéen de la classe 2011 du pays par Scout.com, 247sports.com et par PrepStar magazine. Il attire le regard de plusieurs équipes de football universitaire et reçoit des offres du Crimson Tide de l'Alabama, des Tigers de LSU, des Seminoles de Florida State, des Tigers de Clemson et des Gamecocks de la Caroline du Sud. Le 14 février 2011, le jour de ses 18 ans, il annonce avoir choisi les Gamecocks de la Caroline du Sud.

### Carrière universitaire
Lors de son premier match face aux Pirates d'East Carolina, il totalise 7 plaquages et 1 passe déviée. Le match suivant, face aux Bulldogs de la Géorgie, il réussit le premier sack de sa carrière universitaire. Il réalise 2 sacks lors du Capital One Bowl gagné face aux Cornhuskers du Nebraska. Dès sa première année avec l'équipe, il joue les 13 matchs du calendrier régulier pour un bilan de 36 plaquages dont 12 plaquages pour perte et 8 sacks. Il est désigné meilleur joueur freshman de l'année dans la Southeastern Conference (SEC) et est sélectionné dans la deuxième équipe de la SEC.
Lors de sa deuxième année en tant que sophomore, il totalise 54 plaquages. Ses 23,5 plaquages pour perte et ses 13 sacks sont tous deux des records de son université. Il réalise 2 plaquages pour perte malgré la défaite de son équipe face aux Wolverines du Michigan lors du Outback Bowl. Il est désigné joueur All-America de l'année, soit le meilleur joueur universitaire de football américain selon les fans. Il termine sixième au vote du trophée Heisman. Il reçoit le Trophée Ted Hendricks décerné au meilleur defensive end de l'année. Il est désigné meilleur joueur défensif de la SEC, devenant le premier joueur des Gamecocks à recevoir cette distinction. Il est sélectionné dans la première équipe de la SEC.
Lors de sa troisième année en tant que junior, il totalise en onze matchs, 40 plaquages dont 11,5 pour perte et 3 sacks. Constamment surveillé et bloqué par les équipes adversaires, ses statistiques sont en baisse mais il est toujours sélectionné dans la première équipe de SEC en fion de saison.
Il termine sa carrière universitaire avec un bilan général de 24 sacks et 130 plaquages dont 47 pour perte. Il détient à l'époque le record des Gamecocks du plus grand nombre de fumbles forcés.

### Carrière professionnelle

#### Draft
Il est sélectionné en premier choix lors du premier tour de la draft 2014 par la franchise des Texans de Houston. Il est à ce moment-là comparé au defensive end Julius Peppers. Après David Carr en 2002 et Mario Williams en 2006, Clowney est le troisième premier choix d'une draft des Texans. Il est également le premier joueur défensif sélectionné premier depuis Williams.

#### Texans de Houston (2014-2018)
Clowney est intégré à la défense 3-4 des Texans.
Blessé au genou droit, il ne participe qu'à quatre matchs durant la saison 2014. Blessé lors du premier match de la saison, il n'a été opéré qu'en décembre. Malgré sa blessure, il accumule 7 plaquages durant sa première année professionnelle.
Après la fin de son contrat en mars 2019, les Texans lui posent un franchise tag (en) pour la saison 2019.

#### Seahawks de Seattle (2019)
Clowney et les Texans n'arrivent pas à s'entendre sur un contrat à long terme, et l'équipe l'échange aux Seahawks de Seattle contre une sélection de troisième tour de la draft 2020 et les deux défenseurs, Jacob Martin et Barkevious Mingo.

#### Titans du Tennessee (2020)
Il signe ensuite en septembre 2020 avec les Titans du Tennessee pour un an.

#### Browns de Cleveland (2021-2022)
En avril 2021, il signe avec les Browns de Cleveland pour un an.

#### Ravens de Baltimore (2023)
Le 18 août 2023, Clowney signe un contrat portant sur une saison avec les Ravens de Baltimore.

#### Panthers de la Caroline (2024)
Le 27 mars 2024, Clowney signe un contrat d'une saison pour un montant de 20 millions de dollars avec les Panthers de la Caroline.

## Statistiques

### Universitaires
| Année       | Équipe                          | Statut      | MJ |       | Plaquages | Plaquages | Plaquages | Plaquages |       | Interceptions | Interceptions | Interceptions | Interceptions |  | Fumbles | Fumbles |
| Année       | Équipe                          | Statut      | MJ | Total | Seul      | Ast.      | Sacks     | Nb.       | Yards | Déf.          | TD            | Nb.           | Rec.          |  |         |         |
| 2011        | Gamecocks de la Caroline du Sud | Fr.         | 13 | 36    | 17        | 19        | 08,0      | 0         | 0     | 1             | 0             | 5             | 0             |  |         |         |
| 2012        | Gamecocks de la Caroline du Sud | So.         | 13 | 54    | 40        | 14        | 13,0      | 0         | 0     | 2             | 0             | 3             | 1             |  |         |         |
| 2013        | Gamecocks de la Caroline du Sud | Jr.         | 11 | 39    | 28        | 11        | 03,0      | 0         | 0     | 4             | 0             | 1             | 0             |  |         |         |
| Totaux NCAA | Totaux NCAA                     | Totaux NCAA | 37 | 129   | 85        | 44        | 24,0      | 0         | 0     | 5             | 0             | 9             | 1             |  |         |         |

### Professionnelles
| Année              | Équipe                  | MJ  |                 | Plaquages       | Plaquages       | Plaquages       | Plaquages       |                 | Interceptions   | Interceptions   | Interceptions | Interceptions |  | Fumbles | Fumbles |
| Année              | Équipe                  | MJ  | Total           | Seul            | Ast.            | Sacks           | Nb.             | Yards           | Déf.            | TD              | Nb.           | Rec.          |  |         |         |
| 2014               | Texans de Houston       | 04  | 07              | 05              | 02              | 00,0            | 0               | 0               | 0               | 0               | 0             | 0             |  |         |         |
| 2015               | Texans de Houston       | 13  | 40              | 27              | 13              | 04,5            | 0               | 0               | 6               | 0               | 1             | 0             |  |         |         |
| 2016               | Texans de Houston       | 14  | 52              | 40              | 12              | 06,0            | 0               | 0               | 2               | 0               | 1             | 0             |  |         |         |
| 2017               | Texans de Houston       | 16  | 59              | 41              | 18              | 09,5            | 0               | 0               | 2               | 0               | 2             | 3             |  |         |         |
| 2018               | Texans de Houston       | 15  | 47              | 38              | 09              | 09,0            | 0               | 0               | 1               | 0               | 1             | 3             |  |         |         |
| 2019               | Seahawks de Seattle     | 13  | 31              | 21              | 10              | 03,0            | 1               | 27              | 3               | 1               | 4             | 2             |  |         |         |
| 2020               | Titans du Tennessee     | 08  | 19              | 14              | 05              | 00,0            | 0               | 0               | 4               | 0               | 1             | 0             |  |         |         |
| 2021               | Browns de Cleveland     | 14  | 37              | 24              | 13              | 09,0            | 0               | 0               | 2               | 0               | 2             | 0             |  |         |         |
| 2022               | Browns de Cleveland     | 12  | 28              | 14              | 14              | 02,0            | 0               | 0               | 3               | 0               | 1             | 1             |  |         |         |
| 2023               | Ravens de Baltimore     | 17  | 43              | 24              | 19              | 09,5            | 0               | 0               | 4               | 0               | 2             | 1             |  |         |         |
| 2024               | Panthers de la Caroline | ?   | Saison en cours | Saison en cours | Saison en cours | Saison en cours | Saison en cours | Saison en cours | Saison en cours | Saison en cours | ?             | ?             |  |         |         |
| Totaux en carrière | Totaux en carrière      | 126 | 363             | 248             | 115             | 52,5            | 1               | 27              | 27              | 1               | 15            | 9             |  |         |         |

| Année              | Équipe              | MJ |        | Plaquages | Plaquages | Plaquages | Plaquages    |              | Interceptions | Interceptions | Interceptions | Interceptions |  | Fumbles | Fumbles |
| Année              | Équipe              | MJ | Total  | Seul      | Ast.      | Sacks     | Nb.          | Yards        | Déf.          | TD            | Nb.           | Rec.          |  |         |         |
| 2015               | Texans de Houston   | 0  | Blessé | Blessé    | Blessé    | Blessé    | N'a pas joué | N'a pas joué | N'a pas joué  | N'a pas joué  | -             | -             |  |         |         |
| 2016               | Texans de Houston   | 2  | 03     | 3         | 0         | 0,0       | 1            | 3            | 2             | 0             | 0             | 0             |  |         |         |
| 2018               | Texans de Houston   | 1  | 05     | 2         | 3         | 0,0       | 0            | 0            | 0             | 0             | 0             | 0             |  |         |         |
| 2019               | Seahawks de Seattle | 2  | 12     | 9         | 3         | 1,5       | 0            | 0            | 0             | 0             | 0             | 0             |  |         |         |
| 2020               | Titans du Tennessee | 0  | Blessé | Blessé    | Blessé    | Blessé    | N'a pas joué | N'a pas joué | N'a pas joué  | N'a pas joué  | -             | -             |  |         |         |
| 2023               | Ravens de Baltimore | 2  | 04     | 2         | 2         | 1,0       | 0            | 0            | 0             | 0             | 0             | 0             |  |         |         |
| Totaux en carrière | Totaux en carrière  | 7  | 24     | 16        | 8         | 2,5       | 1            | 3            | 2             | 0             | 0             | 0             |  |         |         |